# Ba gạc bốn lá
Ba gạc bốn lá, tên khoa học Rauvolfia tetraphylla, là một loài thực vật có hoa trong họ La bố ma. Loài này được L. miêu tả khoa học đầu tiên năm 1753.

## Hình ảnh

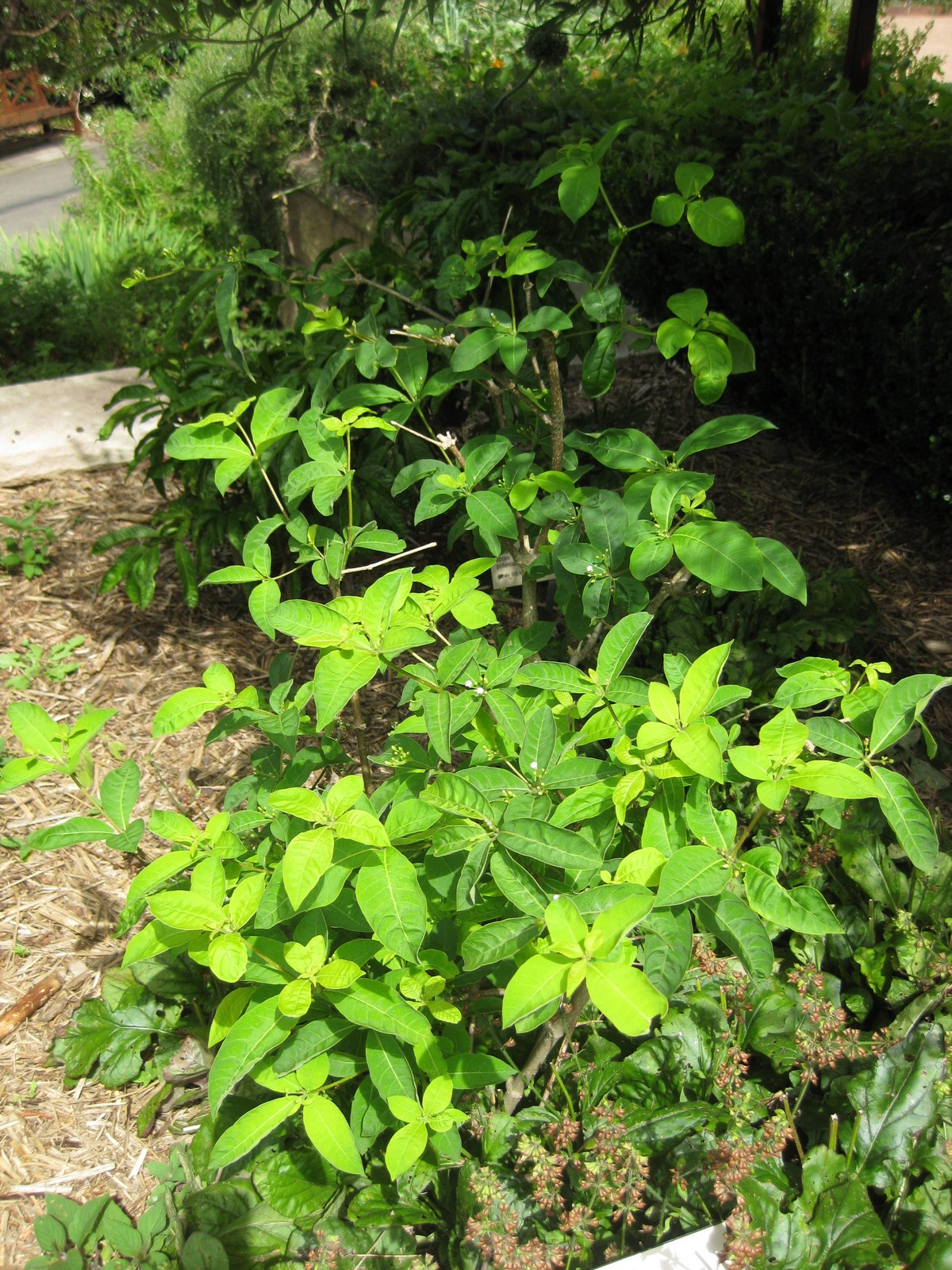
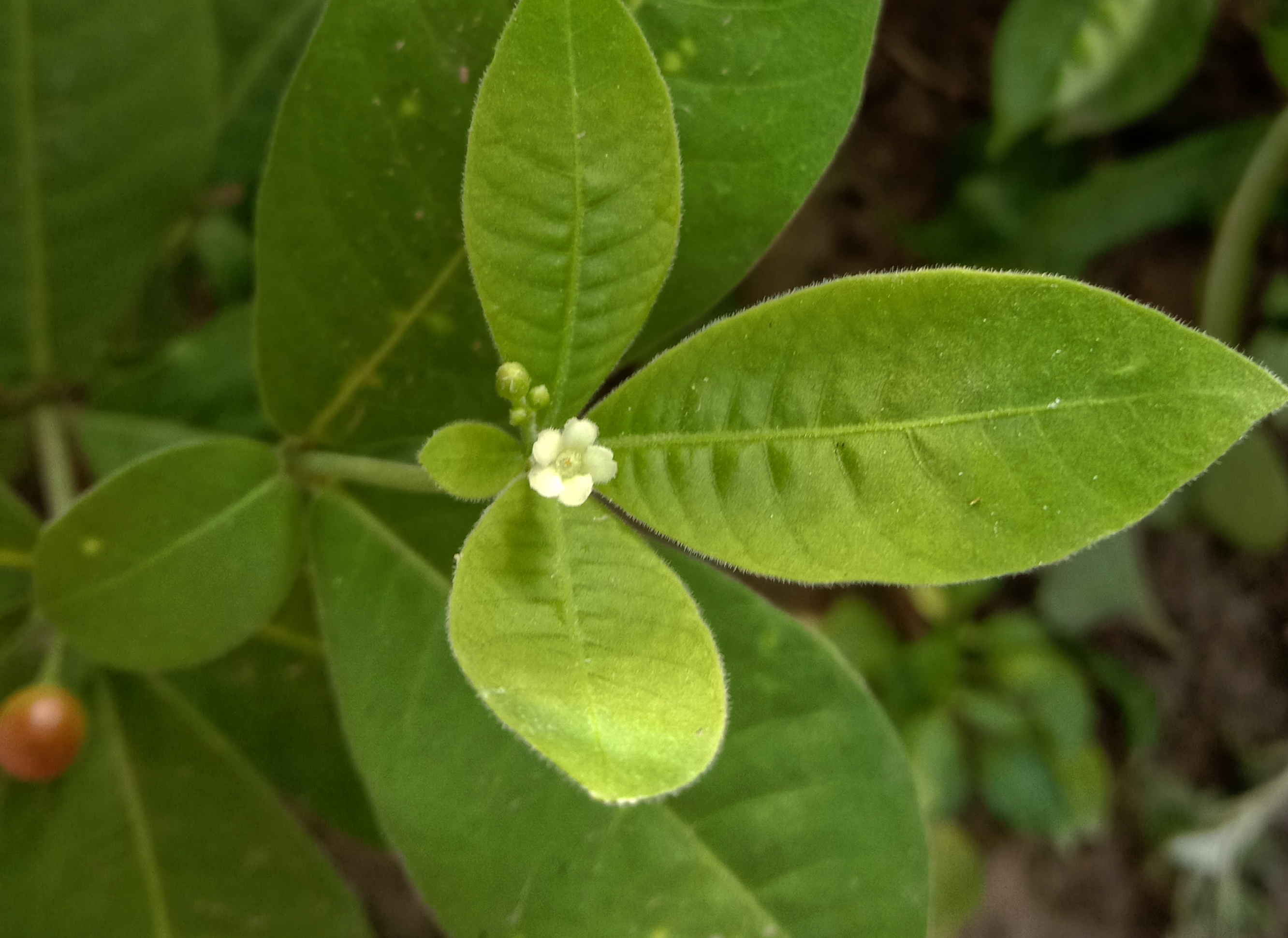
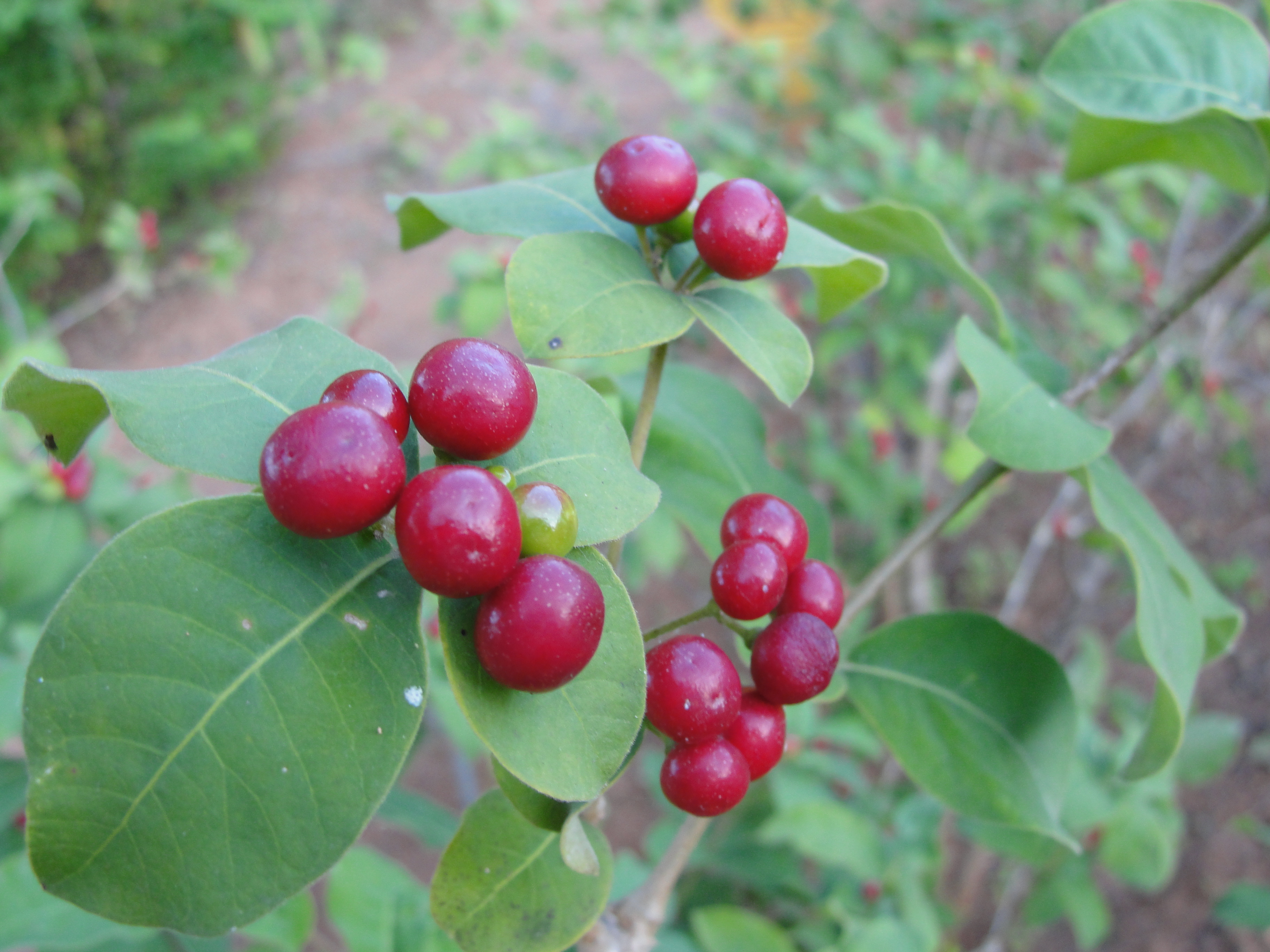
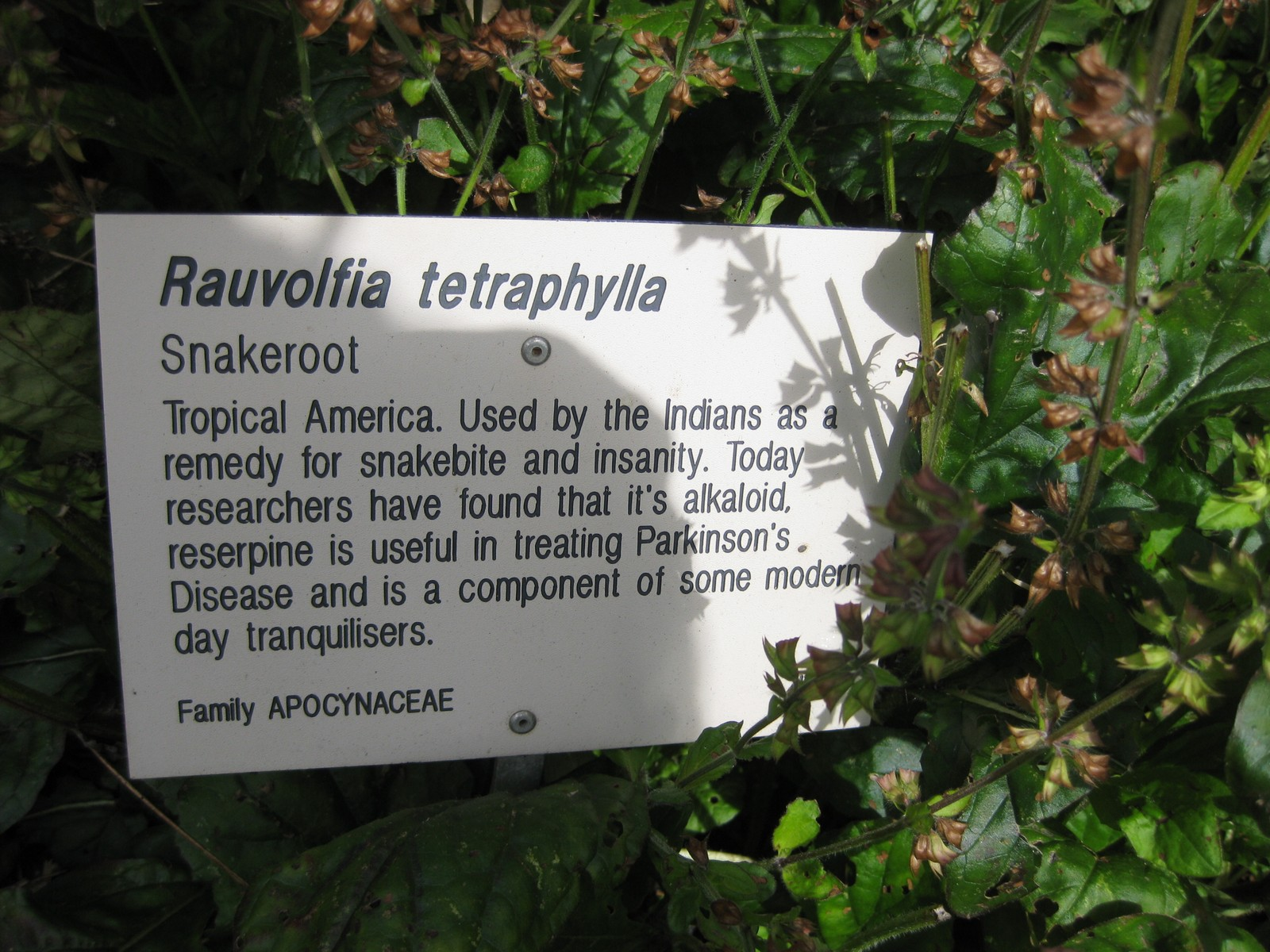
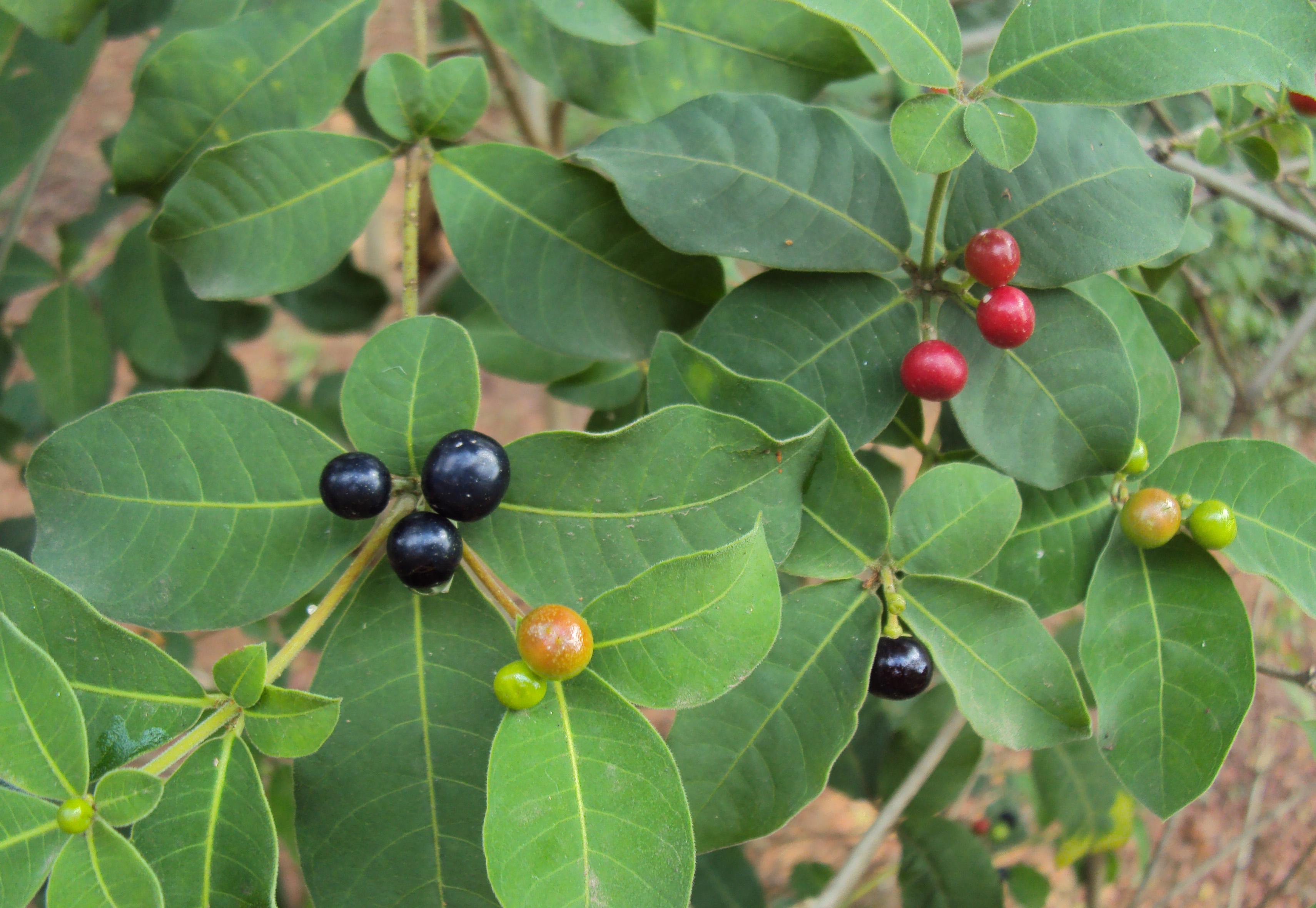
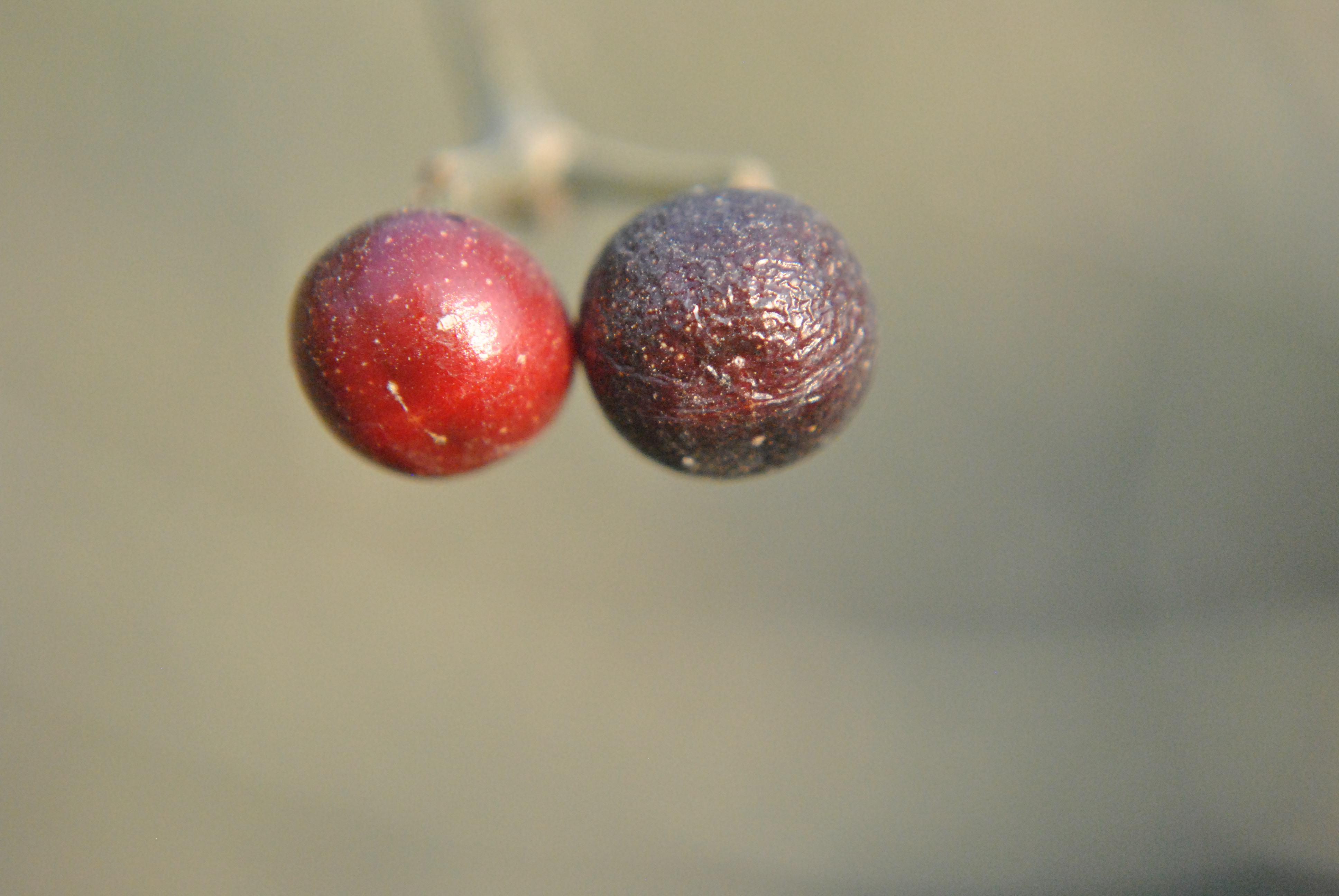
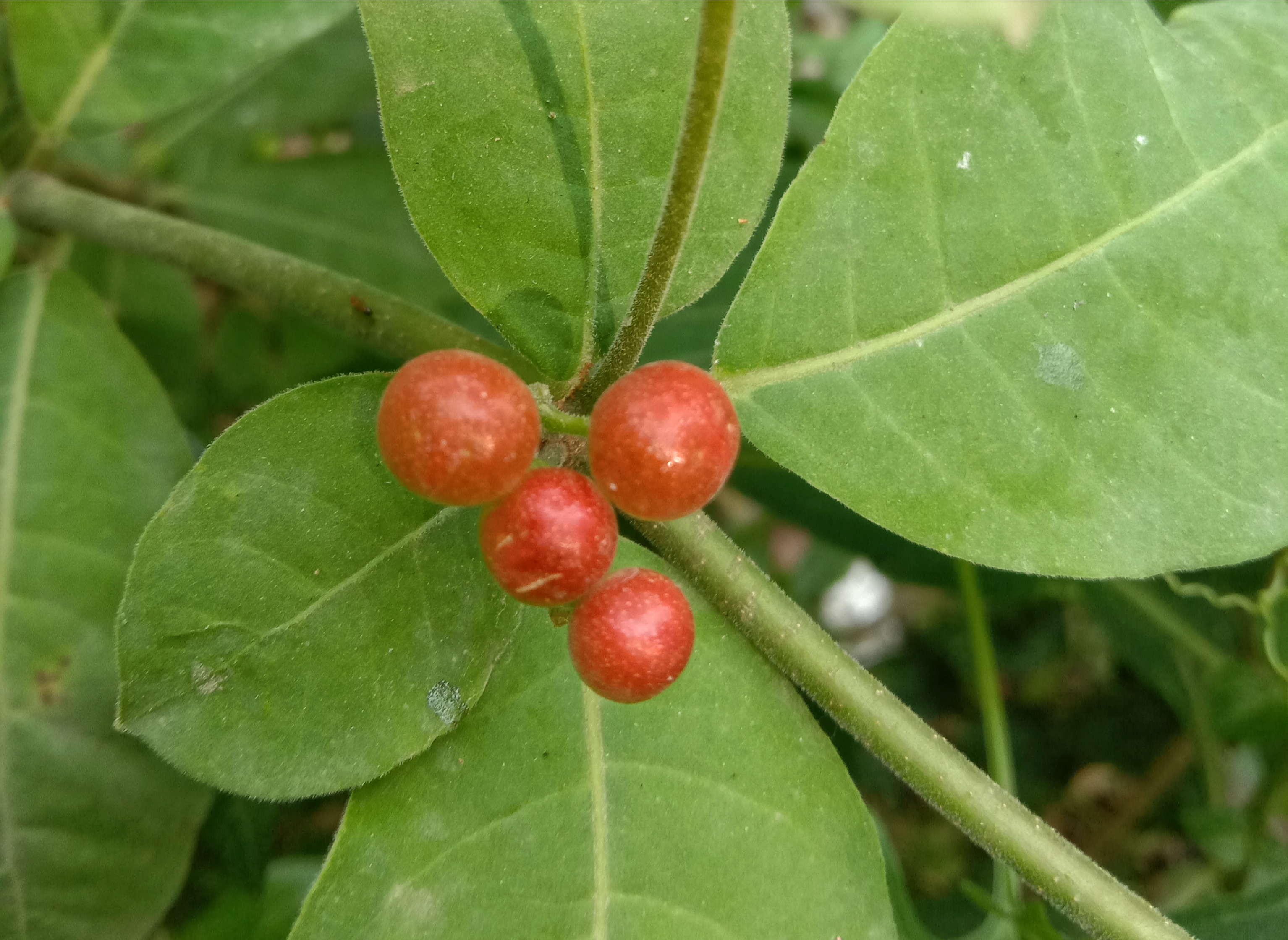